# Temes LGBT en la mitologia
Els temes LGBT en la mitologia són aquells mites o narracions religioses on s'inclou històries de caràcter romàntic o sexual entre persones del mateix sexe, o que representen accions divines que resulten en un canvi de gènere. Aquests mites han estat interpretats com a formes d'expressió LGBT (Lesbiana, gai, bisexual i transgènere), a més d'aplicar-s'hi concepcions modernes d'orientació sexual i gènere. Molts dels mites adscriuen la homosexualitat i el Genderqueer als humans com l'acció dels déus o altres intervencions supranaturals.
La presència de temes LGBT en les mitologies occidentals s'ha convertit en objecte d'un intens estudi. L'aplicació d'estudis de gènere i la teoria Queer a tradicions mitològiques no occidentals està menys desenvolupada, tot i que ha crescut des del final del segle xx.
Els mites, sovint, inclouen personatges homosexuals, bisexuals o transgènere com a símbol d'experiències sagrades o mítiques. Devdutt Pattanaik escriu que els mites "capturen el subconscient col·lectiu dels pobles", i que això significa que reflecteixen creences molt interioritzades
 sobre diverses sexualitats que podrien entrar en conflicte amb una moral social més repressiva.